# Schismogenese
Schismogenese (wörtlich: „Entstehung von Spaltung“) ist ein Konzept, um die Entstehung konfliktbehafteter oder gegensätzlicher sozialer Verhaltensmuster oder kultureller Normen zwischen Gruppen zu erklären. Es wurde in den 1930er-Jahren vom Anthropologen und Psychologen Gregory Bateson entwickelt und in Deutschland von W. E. Mühlmann aufgenommen. Zentral ist ein sich gegenseitig zunehmend aufschaukelnder Prozess in zwei verschiedenen Ausprägungen (Symmetrische und Komplementäre S.), der ursprünglich auf Kleingruppen oder Teile der Gesellschaft bezogen wurde und eine Rolle beim kulturellen Wandel spielt.
Mühlmanns Konzept kann auch als Ergänzung oder Entgegensetzung zu den Postulaten des soziologischen Funktionalismus verstanden werden, der in Gesellschaften Erzeugungsprozesse organischer oder mechanischer Solidarität ausmachte. Batesons Konzept der Schismogenese betont dagegen Prozesse der Auseinanderentwicklung (s. Schisma), der Konfrontation, des Konflikts.
Paul Watzlawick und die psychologisch-sozialwissenschaftliche Palo-Alto-Forschungsgruppe aus Kalifornien verwendeten den Begriff 1967 in der Kommunikationstheorie im so genannten Metakommunikativem Axiom. Darauf aufbauend nahm die Soziolinguistin Deborah Tannen das Konzept der Schismogenese 1990 für Konversations- oder Gesprächsanalysen auf.
Hein Retter hielt 1999 fest, dass sich der Ausdruck nicht als soziologischer Fachbegriff etabliert habe.
Die Bestseller-Autoren David Graeber (Kulturanthropologe) und David Wengrow (Archäologe) nahmen den Begriff 2021 für ihr Buch Anfänge – Eine neue Geschichte der Menschheit auf. Im Gegensatz zu Bateson und seinen Nachfolgern weiteten sie das Konzept auf (historische) Prozesse zwischen verschiedenen Kulturen aus und definierten es abweichend als Tendenz menschlicher Gruppen, sich voneinander durch bewusst gewählte, gegensätzliche Verhaltensweisen abzugrenzen (entspricht soziologisch einer gegenseitigen Distinktion).

## Symmetrische Schismogenese
Bateson kennzeichnete eine wettbewerbsartige Beziehung zwischen gleichrangigen Partnern als symmetrische Schismogenese. Der Psychologe Paul Watzlawick nennt hier das Prahlen als ein spiegelbildliches, sich aufschaukelndes gleichartiges Verhalten. Gemeint ist damit, dass sich gleichrangige Partner ständig zu übertreffen versuchen. Als Beispiel dafür wären z. B. zwei Freunde zu nennen, die sich gegenseitig Witze erzählen und denen jeweils immer lustigere Witze einfallen.
Typisch sind Konkurrenz, Rivalität und Wettrüsten: häufig Interaktionen, die auf eine Eskalation zulaufen.

## Komplementäre Schismogenese
Aufeinander bezogene Handlungen zwischen ungleichen Partnern werden komplementäre Schismogenese genannt: Etwa Dominanzstreben einerseits, Unterwerfung andererseits; dabei handelt es sich weniger um eine einseitige Machtausübung als um eine Dynamik des Missverstehen zwischen den Beteiligten – sie „interpunktieren“ (Watzlawick) die Bedeutung der Situation jeweils unterschiedlich. Freundlich gemeinte Zurückhaltung des einen Partners wird vom anderen z. B. als Schüchternheit oder mangelnde Willensstärke interpretiert, die es anzuleiten gilt; das Gegenüber fügt sich dann in diese Rolle, bestärkt so den dominanten Partner noch.
Weitere Beispiele sind Unterstützung-Abhängigkeit oder Exhibitionismus-Voyeurismus.

### Geschlechtliche Unterschiede
Deborah Tannen bezog das Konzept der komplementären Schismogenese auf die Entstehung von „Teufelskreisen“ aus Missverständnissen durch unterschiedliche Kommunikationsstile von Frauen und Männern, die in Abneigung und gegenseitigem Misstrauen endet. Tannen schilderte vor allem direkte, aufgabenbezogene sowie indirekte, harmoniebezogene Kommunikationsstrategien. Erstere werden überwiegend von Männern verwendet, letztere meist von Frauen. Mit dem eher „männlichen“ Gesprächsstil sollen Probleme direkt angegangen werden, Wünsche werden nicht verhüllt, eventuell als Befehle oder Kommandos sofort verbalisiert. Status und demonstrierte Souveränität (Entscheidungsfreude usw.) sind hier wichtige Faktoren. Im indirekten, eher auf Konsens und Rückversicherung bedachten Kommunikationsstil wird hingegen nicht unvermittelt gefragt: „Könntest Du mal einkaufen gehen?“, sondern eher: „Ach, ich bräuchte jetzt noch dringend ein Paar Sachen aus dem Laden, wenn ich nicht so müde wäre…“
Viele Männer empfinden diese indirekte Form der Botschaftsübermittlung als „manipulativ“. Und tatsächlich soll ja mit der indirekten Botschaft letztlich Ähnliches erreicht werden, wie mit einer umschweiflosen Auftragserteilung. Die verschiedenen Konversationsstile führen jedoch zur Irritation, zur komplementären Schismogenese – stillschweigend oder offen wird in die Metakommunikation über den Beziehungsaspekt der Kommunikationssituation gewechselt: „Warum sagt sie nie, was sie denkt, redet nicht konkret von dem, was sie will?“ – „Weshalb versteht er nicht, was ich von ihm möchte?“
Zur komplementären Schismogenese kommt es dann, wenn unterschiedliche Empfindlichkeiten und vorhanden sind, die nicht offen kommuniziert werden und sich gegenseitig aufschaukeln. So zieht sich der Mann etwa aus einem Gespräch zurück, weil er sich manipuliert fühlt. Die Frau hingegen nimmt dies persönlich und fürchtet den Verlust der Nähe, worauf sie versucht, größere Nähe herzustellen. Dies interpretiert der Mann jedoch als zunehmende Manipulation, so dass er sich weiter zurückzieht … und so fort.

### Kulturelle Unterschiede
„Es gibt allen Grund zu der Annahme, etwas Vergleichbares geschehe auch zwischen Gesellschaften. Menschen grenzen sich von ihren Nachbarn ab. Stadtbewohner werden städtischer und Barbaren werden barbarischer. Wenn es tatsächlich so etwas wie einem „Nationalcharakter“ gibt, dann ist er das Ergebnis solcher schismogenetischer Abgrenzungsprozesse: Engländer geben sich alle Mühe, bloß nicht so zu werden wie Franzosen, Franzosen wollen nicht sein wie Deutsche und so weiter. Zumindest werden sie im Streit miteinander ihre Unterschiede definitiv hervorheben.“

Die Bestseller-Autoren David Graeber (Kulturanthropologe) und David Wengrow (Archäologe) nahmen den Begriff Schismogenese 2021 für ihr Buch Anfänge – Eine neue Geschichte der Menschheit auf. Im Gegensatz zu Bateson und seinen Nachfolgern weiteten sie das Konzept auf (historische) Prozesse zwischen verschiedenen Kulturen aus und definierten es abweichend als Tendenz menschlicher Gruppen, sich voneinander durch bewusst gewählte, gegensätzliche Verhaltensweisen (→ Distinktion) voneinander abzugrenzen. Anders ausgedrückt ist Schismogenese hier das kollektive Verhalten benachbarter Gesellschaften, die miteinander in Kontakt stehen, jedoch die kulturellen Muster des Nachbarn – etwa die Einstellungen zu Arbeit, Nahrung und materiellem Wohlstand, Kleidungsstile, Wohnformen uvm. – ablehnen und deshalb demonstrativ das „genaue Gegenteil“ präsentieren.
Verglichen mit Batesons Konzept würde es sich hier um eine Form der komplementären Schismogenese handeln, Graeber und Wengrow sprechen jedoch nur von Schismogenese und differenzieren nicht zwischen symmetrisch und komplementär.
Die beiden Autoren führen ihr Konzept auf die Arbeiten des Ethnologen Marcel Mauss zurück, der sich mit der Frage beschäftigt hatte, warum es zwischen manchen Kulturarealen (eine geografisch abgrenzbare Einteilung von Kulturen nach ähnlichen Merkmalen) scharf gezogene Grenzen innerhalb gleichartiger Lebensräume gab, die sich durch viele geradezu gegensätzliche Erscheinungsweisen auszeichneten. Viele Kulturareale sind weitgehend deckungsgleich mit den Vegetationszonen, sodass die Ähnlichkeiten zwischen Gruppen völlig unterschiedlicher genetischer und sprachlicher Herkunft durch die gleiche Subsistenzweise (etwa Jäger und Sammler, Reiternomaden, Gartenbauer usw.) erklärt werden. Die ausgesprochen deutlichen Unterschiede zwischen den nordamerikanischen Kulturen der beiden Areale Nordwestküste und Kalifornien oder nach Süden zwischen Kalifornien und dem Südwesten beispielsweise können damit jedoch nicht erklärt werden, da die Umweltbedingungen jeweils sehr ähnlich sind. Die Erklärung, so Mauss, lautet, dass sich benachbarte Kulturen bewusst gegeneinander abgrenzen wollen, um ihre eigene kulturelle Identität zu leben und dass es vor diesem Hintergrund zu „Strukturen der Verweigerung“ käme, die zu solch diametralen Gegensätzen führt. Gerade die bewusste Entscheidung, bestimmte Dinge absichtlich nicht zu übernehmen – selbst, wenn sie Vorteile bringen – ist nach Mauss die stärkste Triebfeder zur Bildung von Gruppenidentitäten.
Graeber und Wengrow greifen zur Beschreibung dieses Verhaltens auf Batesons Schismogenese-Begriff zurück und führen etliche Beispiele rezenter und historischer Kulturen auf, um solche gegensätzlichen Verhaltensweisen bzw. Kulturmerkmale (Dichotomie) zu belegen: Als „klassisches Beispiel“ führen sie die antiken griechischen Stadtstaaten Athen und Sparta im fünften Jahrhundert vor Christus an und zitieren dazu Marshall Sahlins: 

„Dynamisch miteinander verbunden, konstituierten sie sich wechselseitig ... Athen war für Sparta wie das Meer für das Land, kosmopolitisch für fremdenfeindlich, kommerziell für autark, luxuriös für sparsam, demokratisch für oligarchisch, städtisch für dörflich, autochthon für eingewandert, logomanisch für lakonisch: Man kann die Dichotomien nicht zu Ende aufzählen ... Athen und Sparta waren Antitypen.“

Weitere Beispiele sind die mittelsteinzeitlichen Kulturen des Hoch- (z. B. Göbekli Tepe) und Tieflandes (z. B. Çayönü) im Fruchtbaren Halbmond Westasiens, Teotihuacán im mexikanischen Hochland und die Tieflandkultur der Maya, Tenochtitlan und Tlaxcala im vorkolumbianischen Mexiko oder die Bergvölker Südostasiens im Vergleich zu ihren Nachbarn in den Tälern.

## Nicht eskalierende Formen der Distanzierung
Fein abgestufte (meist nicht konfrontative oder eskalierende) symbolische Formen und subtile Strategien der sozialen Distanzierung (Distinktion) untersucht Pierre Bourdieu in seinem Werk Die feinen Unterschiede.